# Croix de Saint-Guéhen
La croix de Saint-Guéhen est située à Saint-Carreuc en France.

## Localisation
La croix est située sur le territoire de la commune de Saint-Carreuc, dans le département  des Côtes-d'Armor, dans la région Bretagne.

## Historique
La croix est inscrite au titre des monuments historiques par arrêté du 22 janvier 1927.